# یواس‌اس کلیفرز (ای‌ان-۴۲)
یواس‌اس کلیفرز (ای‌ان-۴۲) (به انگلیسی: USS Cliffrose (AN-42)) یک کشتی است که طول آن 194' 7" می‌باشد. این کشتی در سال ۱۹۴۳ ساخته شد.